# پرایس اینداکشن
پرایس اینداکشن یک شرکت فرانسوی است که موتورهای توربوفن DGEN را که برای هواپیماهای سبک (4/6 صندلی) شناخته شده برای هواپیماهای سبک شخصی (PLJs) توسعه داده و تولید می‌کند. این شرکت در آنگله مستقر است و بیش از پنجاه نفر در آن کار می‌کنند. سه شرکت تابعه در آتلانتا، سائو ژوزه دوس کامپوس برزیل و برلین آلمان تأسیس کرده‌است. 